# Gabriel Figueroa
Gabriel Figueroa Mateos (Ciudad de México, 24 de abril de 1907-Ciudad de México, 27 de abril de 1997) fue un director de fotografía mexicano. Sus trabajos como retratista de cine le valieron premios y nominaciones, incluido una a un Premio Óscar. 

## Biografía

### Primeros años
Fue primo hermano de Adolfo López Mateos, quien fue presidente de México de 1958 a 1964. Y fue cuñado y primo de Esperanza López Mateos.

### Trayectoria como fotógrafo
En 1950 realizó la fotografía de Los olvidados, de Luis Buñuel. Algunos de sus trabajos más recientes fueron El corazón de la noche, Héroe desconocido y México 2000.
Fue nominado a un Premio Óscar en la categoría a mejor fotografía por La noche de la iguana en 1964. Fue fundador, junto con Mario Moreno "Cantinflas" y Jorge Negrete, del Sindicato de Trabajadores de la Producción Cinematográfica de la República Mexicana. Fue ganador del Premio Nacional de Bellas Artes en 1971.

## Muerte
El 27 de abril de 1997, Figueroa falleció en Ciudad de México a los 90 años de edad. 

## Filmografía

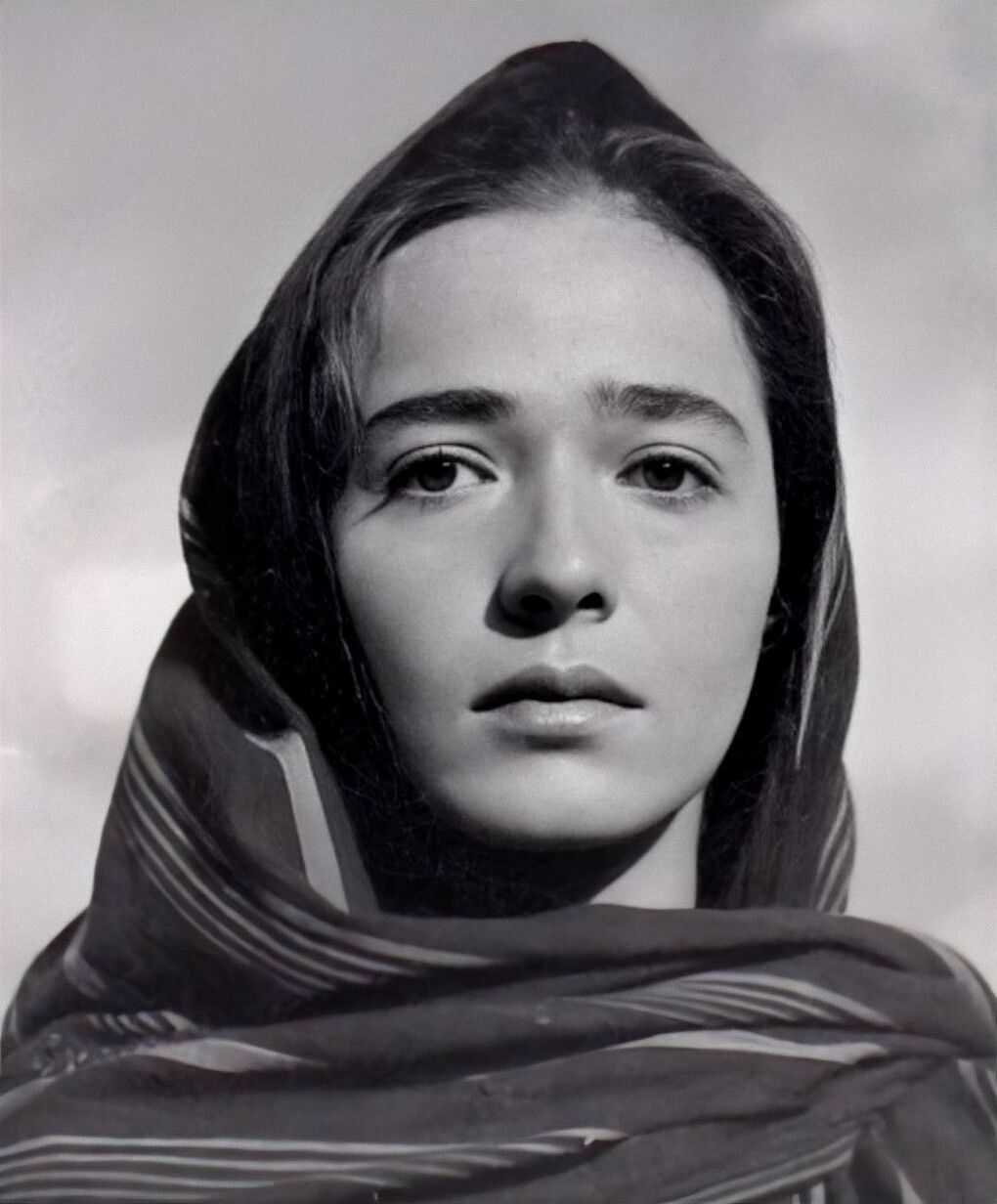
Retrato de Pina Pellicer que tomó para la promoción de Macario (1960).

Su filmografía cuenta con 210 títulos, en los cuales se desempeñó como director de fotografía o codirector. 
Under the Volcano (Bajo el volcán) (1983) .... color (producción estadounidense)
El corazón de la noche (1983) .... color
El héroe desconocido (1981) .... color
México 2000 (1981) .... color
México mágico (1980) .... color
El jugador de ajedrez (1980) .... color [TV]
The Border (La frontera) (1979) .... color (producción estadounidense)
Te quiero (1978) .... color
D. F. (1978) .... color
The Children of Sanchez (Los hijos de Sánchez) (1977) .... color (producción estadounidense)
La casa del pelícano (1977) .... color
Divinas palabras (1977) .... color
Los aztecas (1976) .... color [TV]
Cananea (1976) .... color
Balún Canán (1976) .... color
Maten al león (1975) .... color
La vida cambia (1975) .... color
Coronación (1975) .... color
Presagio (1974) .... color
El llanto de la tortuga (1974) .... color
Los perros de Dios (1973) .... color
El amor tiene cara de mujer (1973) .... color
Interval (Intervalo) (1973) .... color (producción estadounidense)
Once a Scoundrel (Érase una vez un pillo) (1972) .... color (producción estadounidense)
El señor de Osanto (1972) .... color
El monasterio de los buitres (1972) .... color
María (1971) .... color
Hijazo de mi vidazo (1971) .... color
Los hijos de Satanás (1971) .... color
El profe (1970) .... color
El cielo y tú (1970) .... color
La Generala (1970) .... color
Kelly's Heroes (El botín de los valientes) (1970) .... color (producción estadounidense)
Two Mules for Sister Sara (Dos mulas para la hermana Sara) (1969) .... color (producción estadounidense)
La puerta y La mujer del carnicero (1968) .... color (episodio "La puerta")
El terrón de azúcar (The Big Cube) (1968) .... color
Corazón salvaje (1968) .... color
Mariana (1967) .... color
El jinete fantasma (1967)
Pedro Páramo (1967)
Los ángeles de Puebla (1966) .... color
Su excelencia (1966) .... color
The Chinese Room (El cuarto chino) (1966) .... color
Domingo salvaje (1966)
El escapulario (1966)
El asesino se embarca (1966) .... color
Escuela para Solteras (1965)
¡Viva Benito Canales! (1965)
Cargamento prohibido (1965)
Lola de mi vida (1965)
Las dos Elenas (1965)
Los bienamados (1965) .... (episodio "Un alma pura")
Simón del desierto (1964)
Los cuatro Juanes (1964)
Los tres calaveras (1964)
El gallo de oro (1964) .... color
Escuela para solteras (1964)
The Night of the Iguana (La noche de la iguana) (1964) .... (producción estadounidense)
En la mitad del mundo (1963) .... color
Entrega inmediata (1963)
El hombre de papel (1963)
Días de otoño (1962)
El ángel exterminador (1962)
El tejedor de milagros (1961)
Ánimas Trujano (1961)
Rosa Blanca (1961)
Juana Gallo (1960) .... color
La joven (The Young One) (1960)
Macario (1959)
Los ambiciosos (La fièvre monte à El Pao) (1959) .... (versiones en español y francés) (coproducción con Francia)
Sonatas (1959) .... color
La estrella vacía (1958) .... color
La Cucaracha (1958) .... color
Nazarín (1958)
Isla para dos (1958) .... color
Café Colón (1958) .... color
Impaciencia del corazón (1958) .... color
Carabina 30-30 (1958) .... color
La sonrisa de la Virgen (1957) .... color
Una golfa (1957)
Flor de mayo (1957) .... color (versiones en español e inglés)
La rebelión de la sierra (La ley de la sierra o El ocaso de Heraclio Bernal) (1957)
La venganza de Heraclio Bernal (El rayo de Sinaloa) (1957)
Aquí está Heraclio Bernal (1957)
Mujer en condominio (1956)
El bolero de Raquel (1956) .... color
Sueños de oro (1956) .... color
Una cita de amor (1956)
La Tierra de Fuego se apaga (1955)
Canasta de cuentos mexicanos (1955) .... color
La escondida (1955) .... color
Historia de un amor (1955)
La doncella de piedra (1955) .... color
El monstruo en la sombra (1954)
Estafa de amor (1954)
Pueblo, canto y esperanza (1954)
La mujer X (1954)
La rebelión de los colgados (1954)
La rosa blanca (Momentos de la vida de Martí) (1953) .... (coproducción con Cuba)
El niño y la niebla (1953)
Llévame en tus brazos (1953)
Camelia (1953) .... (coproducción con España)
Él (1952)
Ansiedad (1952)
Dos tipos de cuidado (1952)
El señor fotógrafo (1952)
Cuando levanta la niebla (1952)
Ni pobres ni ricos (1952)
El rebozo de Soledad (1952)
El enamorado (1951)
Ahí viene Martín Corona (1951)
El mar y tú (1951)
Hay un niño en su futuro (1951)
La bien amada (1951)
Un gallo en corral ajeno (1951)
Los pobres van al cielo (1951)
Siempre tuya (1950)
El bombero atómico (1950)
El gavilán pollero (1950)
Islas Marías (1950)
Pecado (1950)
Víctimas del pecado (1950)
Los olvidados (1950)
Un día de vida (1950)
Nuestras vidas (1949)
The Torch (Del odio nace el amor) (1949) .... (coproducción con los Estados Unidos)
Duelo en las montañas (1949)
Un cuerpo de mujer (1949)
La malquerida (1949)
Opio (1949)
El embajador (1949)
Prisión de sueños (1948)
Pueblerina (1948)
Salón México (1948)
Medianoche (1948)
Dueña y señora (1948)
Maclovia (1948)
Tarzan and the Mermaids (Tarzán y las sirenas) (1947) .... (producción estadounidense)
María la O (1947)
Río Escondido (1947)
La casa colorada (1947)
The Fugitive (El fugitivo) (1947) .... (producción estadounidense)
Enamorada (1946)
Su última aventura (1946)
La perla (1945) ... (versiones en español e inglés)
Cantaclaro (1945)
Un día con el diablo (1945)
Bugambilia (1944)
Más allá del amor (1944)
Las abandonadas (1944)
Adiós, Mariquita linda (1944)
El intruso (1944)
El Corsario Negro (1944)
La fuga (1943)
María Candelaria (Xochimilco) (1943)
Distinto Amanecer (1943)
La mujer sin cabeza (1943)
El as negro (1943)
El espectro de la novia (1943)
Flor silvestre (1943)
El circo (1942)
La virgen que forjó una patria (1942)
El verdugo de Sevilla (1942)
Los tres mosqueteros (1942)
Historia de un gran amor (1942)
Cuando viajan las estrellas (1942)
Mi viuda alegre (1941)
Virgen de medianoche (1941)
La gallina clueca (1941)
El gendarme desconocido (1941)
La casa del rencor (1941)
¡Ay qué tiempos señor don Simón! (1941)
El rápido de las 9:15 (1941)
Ni sangre ni arena (1941)
Creo en Dios (Secreto de confesión) (1940)
El monje loco [serie de seis episodios] (1940)
Con su amable permiso (1940)
El jefe máximo (1940)
Allá en el trópico (1940)
¡Que viene mi marido! (1939)
La canción del milagro (1939)
Los de abajo (Con la División del Norte) (1939)
Papacito lindo (¡El viejo verde!) (1939)
La noche de los mayas (1939)
La bestia negra (1938)
La casa del ogro (1938)
Mientras México duerme (1938)
Padre de más de cuatro (1938)
Los millones de Chaflán (1938)
Refugiados en Madrid (1938)
Mi candidato (1937)
La Adelita (1937)
Canción del alma (1937)
Jalisco nunca pierde (1937)
Bajo el cielo de México (1937)
Petróleo (Sangre del mundo) (1936) .... (cortometraje documental)
Desfile deportivo (1936) .... (cortometraje documental)
Allá en el Rancho Grande (1936)
Cielito lindo (1936)
Las mujeres mandan (1936)
Vámonos con Pancho Villa (1935) .... operador de cámara
María Elena (1935) .... iluminador y operador de cámara (versiones en español e inglés)
Cuernavaca (1935) .... (cortometraje documental)
Tribu (1934)
El primo Basilio (1934) .... iluminador
El escándalo (1934) .... iluminador
Chucho el Roto (1934) .... fotos fijas
Viva Villa!(1934) .... operador de cámara (producción estadounidense)
La sangre manda (1933) .... fotos fijas
La mujer del puerto (1933) .... fotos fijas
Enemigos (1933) .... fotos fijas
Profanación (1933) .... fotos fijas
Juárez y Maximiliano (La caída del imperio) (1933) .... fotos fijas
Almas encontradas (1933) .... fotos fijas
El vuelo glorioso de Barberán y Collar (1933) .... operador de cámara (mediometraje documental)
Revolución (La sombra de Pancho Villa) (1932) .... fotos fija

## Premios y nominaciones

### Premios Ariel
La Academia Mexicana de Artes y Ciencias Cinematográficas le otorgó 16 premios Ariel y un Ariel de Oro en 1987. Las películas por las que fue nominado y ganador son:
- Bugambilia 1945
- Enamorada 1947
- La perla 1948
- Río Escondido 1949
- Pueblerina 1950
- Los olvidados 1951
- Víctimas del pecado 1952
- El rebozo de Soledad 1953
- Cuando levanta la niebla 1953
- El niño y la niebla 1954
- La escondida 1957
- Nazarín 1959
- Los violentos de Kelly 1970
- María 1972
- El señor de Osanto 1974
- Presagio 1975
- Coronación 1976
- Divinas palabras 1978

### Premios Óscar
| Año  | Categoría                         | Película              | Resultado |
| ---- | --------------------------------- | --------------------- | --------- |
| 1965 | Mejor fotografía - Blanco y negro | La noche de la iguana | Nominado  |

### Festival Internacional de Cine de Cannes
| Año  | Categoría        | Película                      | Resultado |
| ---- | ---------------- | ----------------------------- | --------- |
| 1946 | Mejor fotografía | María Candelaria (Xochimilco) | Ganador   |

### Festival Internacional de Cine de Venecia
| Año  | Categoría                           | Película      | Resultado |
| ---- | ----------------------------------- | ------------- | --------- |
| 1947 | Mejor fotografía                    | La perla      | Ganadora  |
| 1949 | Premio Osella a la mejor fotografía | La malquerida | Ganador   |